# Wetra-veld
Een wetra-veld is een sportvloer voor buitensport. Wetra-velden worden voornamelijk in de voetbalsport gebruikt. Wetra betekent WEdstrijd en TRAiningsveld. Wetra is een natuurgrasveld met een kunstmatige bodemopbouw. Het wordt gebruikt in speciaal aangelegde voetbalvelden die, dankzij de unieke samenstelling van de toplaag, meer bespelingsuren aankunnen dan een gewoon natuurgrasveld.

## Toplaag
Een wetra-veld heeft een zanderige, schrale toplaag met een drainerend vermogen. Een dergelijke toplaag is per definitie instabiel, omdat binding door klei- en leemdeeltjes en humus ontbreken. Vandaar dat men er toevoegingen zoals compost, klei, lava en kunststofvezels aan meegeeft.

## Bespelingsuren
Een Wetra-veld kan ongeveer 400 uur bespeeld worden. Ter vergelijking: op een natuurgrasveld kan 250 uur gespeeld worden, een kunstgrasveld 1500 uur.

## Kwaliteit
De kwaliteit van een wetra-veld in termen van stabiliteit, stevigheid, stroefheid, balgedrag en grasbezetting wordt in belangrijke mate bepaald door de toplaag. Samenstelling van de toplaag, type, grofheid en dichtheid van het zand, wel of geen toevoeging, aard en werking van de toevoeging leiden tot toplagen, die in kwaliteit verschillen.